# مرصبان

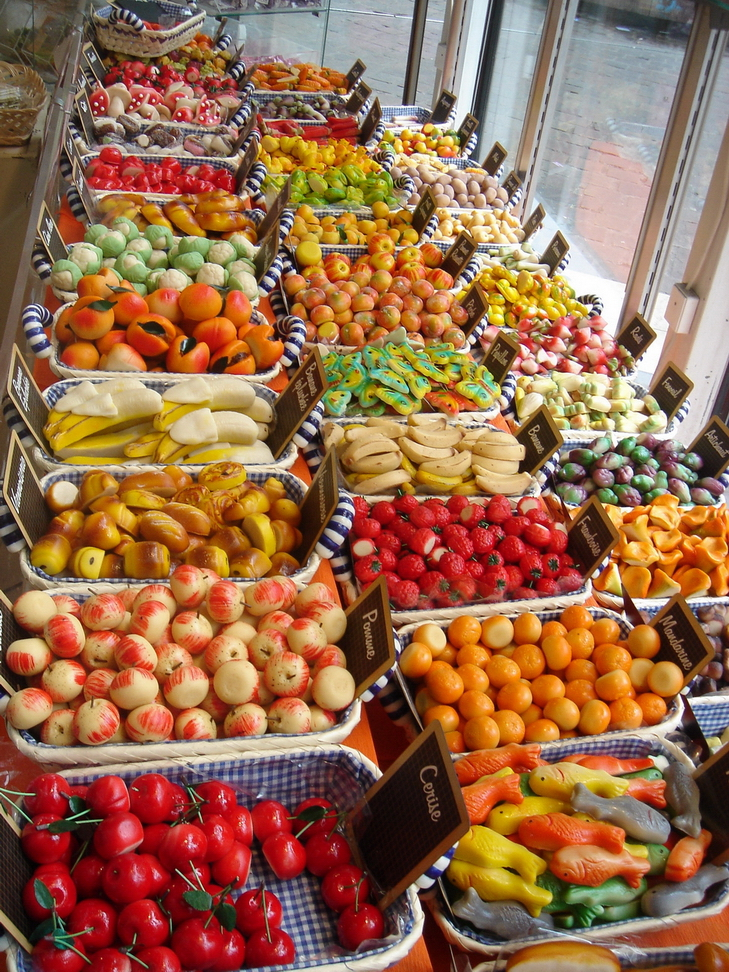
المرصبان على شكل فواكه

المرصبان أو المارزبان أو المَرْزبانيّة أو المَوْثَبانيّة أو عجينة اللوز أو معجون اللوز (بالعديد من اللغات: Marzipan) هو نوع من أنواع الحلويات السكرية ويصنع من اللوز المطحون والسكر وماء زهر الليمون وبعض الملونات الأخرى وتعتبر صناعته سر لصانعها فتراه يمتنع عن إعطاء مقادير خلطة تحضيرها محتفظا بها لنفسه أو لبعض أفراد عائلته حتى كادت صناعة المرصبان أن تختفي، فهي تصنع الآن في المنازل وابدعت فيها الجزائر وتعرض في بعض محال الحلويات في الجزائر، لبنان وسوريا. الـ (Mazapán) أو الـ (Marzipan) وتصنع من اللوز المطحون والسكر وماء زهر الليمون (مستخلص زهور الليمون ويستعمل أحيانا في صنع الحلويات) وبعض المكونات الأخرى. يصنع المرصبان عادة على شكل بعض الورود والفواكه أو على شكل عرف الديك وبعض الطيور الصغيرة أو شكل الأجراس أو كتلبيسة للكيك والكاتو. كان المرصبان في القرن ال14 حلوى للأمراء، وكانت هدية ثمينة للأشخاص ذوي المكانة العالية. وقد أسرت العالم كله بنكهتها وطعمها وشكلها المرغوب من الأطفال والكبار. وفي الوقت الحاضر يتم إنتاج أكثر من 500 نوع من هذه الحلوى في أوروبا والشكل الأكثر شعبية هو شكل هيئة الفاكهة وقد نالت إعجاب الجميع وانتشرت في الكثير من الدول في أنحاء العالم.

## أصلها
كثرت الأقاويل حول كينونة إلى من ينسب إليه صناعه هذا النوع من الحلوي فالكل ينسب صناعتها لنفسه فهناك من يقول أنها من الأكلات التي أتي بها العرب إلى الأندلس في طليطلة وأضاف الإسبان عليها بعض الإضافات. وهناك من يقول أنها نشأت في إيطاليا في عام فشل فيه موسم الحصاد ولم يتبقي سوي محصول اللوز الوحيد الذي نجا فحاول بعض الإيطاليين صناعة اكلة من اللوز فصنعو المرصبان.

## وصلات خارجية
- المرصبان أغلى أنواع الحلوى.. وزينة أفراح العائلات البرجوازية
- صانعة المرصبان